# Erylus ministrongylus
Erylus ministrongylus är en svampdjursart som beskrevs av George John Hechtel 1965. Erylus ministrongylus ingår i släktet Erylus och familjen Geodiidae.
Artens utbredningsområde är havet kring Jamaica. Inga underarter finns listade i Catalogue of Life.